# پارک دونگ-سئون
پارک دونگ سئون (انگلیسی: Park Dong-seon) یک تکواندوکار اهل کره جنوبی است.
وی در مسابقات قهرمانی تکواندو جهان ۱۹۹۱ در آتن، با شکست دادن کیتی واکر در نیمه نهایی و دندو شاهین در بازی نهایی، در مسابقات دسته خروس‌وزن مدال طلا را از آن خود کرد.